# Antonello Soro
Antonello Soro, all'anagrafe Antonio Giuseppe Soro (Orgosolo, 26 novembre 1948), è un politico italiano.
È stato deputato alla Camera dal 1994 al 2012, e garante per la protezione dei dati personali dal 19 giugno 2012 al 28 luglio 2020.

## Biografia
Laureato in medicina e chirurgia presso l'Università di Cagliari, primario ospedaliero. Ha avviato la sua esperienza politica nel movimento giovanile della Democrazia Cristiana, è stato stato sindaco di Nuoro dal 1979 al 1980, e poi consigliere regionale della Sardegna dal 1984 al 1994, ricoprendo anche l'incarico di presidente del gruppo consiliare della Democrazia Cristiana.
Ha partecipato alla costituzione del Partito Popolare Italiano, del quale è stato il primo segretario regionale, e per il quale è stato eletto deputato alle elezioni politiche del 1994 e del 1996.
Nel 1995 è vicepresidente del gruppo dei deputati popolari guidato da Nino Andreatta.
Nel 1997 è nominato coordinatore della segreteria nazionale del PPI guidato da Franco Marini.
Nel 1998 viene eletto presidente del gruppo parlamentare "Popolari e Democratici - L'Ulivo", sostituendo Sergio Mattarella, nel frattempo nominato Vicepresidente del Consiglio nel Governo D'Alema I
Rieletto deputato nel 2001, è stato presidente della Giunta delle elezioni della Camera, ha aderito alla Margherita ed è stato confermato a Montecitorio per la lista dell'Ulivo nel 2006. Nello stesso anno viene nominato coordinatore nazionale dell'esecutivo della Margherita. È uno dei tre coordinatori nella fase costituente del Partito Democratico.
Nell'ottobre del 2007 diventa primo presidente del gruppo del PD alla Camera dei deputati. Rieletto alla Camera nel 2008 è stato confermato capogruppo alla Camera del PD. Si è dimesso dall'incarico nel novembre 2009.
Nel Governo ombra del Partito Democratico è stato individuato come ministro per i Rapporti con il Parlamento da Walter Veltroni dal 9 maggio 2008 al 21 febbraio 2009, funzioni che svolge in quanto capogruppo alla Camera in collaborazione con il suo omologo al Senato Anna Finocchiaro. Ha fatto parte della corrente Areadem.
Dopo essere stato eletto garante per la protezione dei dati personali si è dimesso da parlamentare il 7 giugno 2012. Ha ricoperto la carica di presidente dell'Autorità garante per la protezione dei dati personali dal 19 giugno 2012 fino al 29 luglio 2020.
Il 26 novembre 2014 è stato eletto vicepresidente del gruppo di lavoro che riunisce le autorità per la privacy dei Paesi UE (WP Art. 29).